# 康維爾CV-240系列
康维尔CV-240是美国康维尔公司于1947年至1954年制造的活塞双发客机。用以替换道格拉斯DC-3。机身客舱增压。一直使用到21世纪。

## 设计
原型110的客舱未增压。采用普惠R-2800双黄蜂发动机，载客30人。首机注册号NX906531946年7月8日首飞。 
为满足客舱增压，康维尔公司修改了设计，240型号的客舱变得更为细长，载客40人，1947年3月16日首飞。
加长型的CV 340于1951年10月5日首飞。与涡桨客机（如英国的子爵号）竞争，1954年首飞了豪华改装型CV 440“大都市”客机。 

## 事故
康维尔240事故列表

## 在中国使用情况
中央航空公司1947年以每架31.5万美元订购了6架康维尔240型飞机，包括所需航材共计211万美元。1948年底，这些飞机陆续交货，编号为XT-600至XT-610（逢双数编号），并被命名为“空中行宫”。

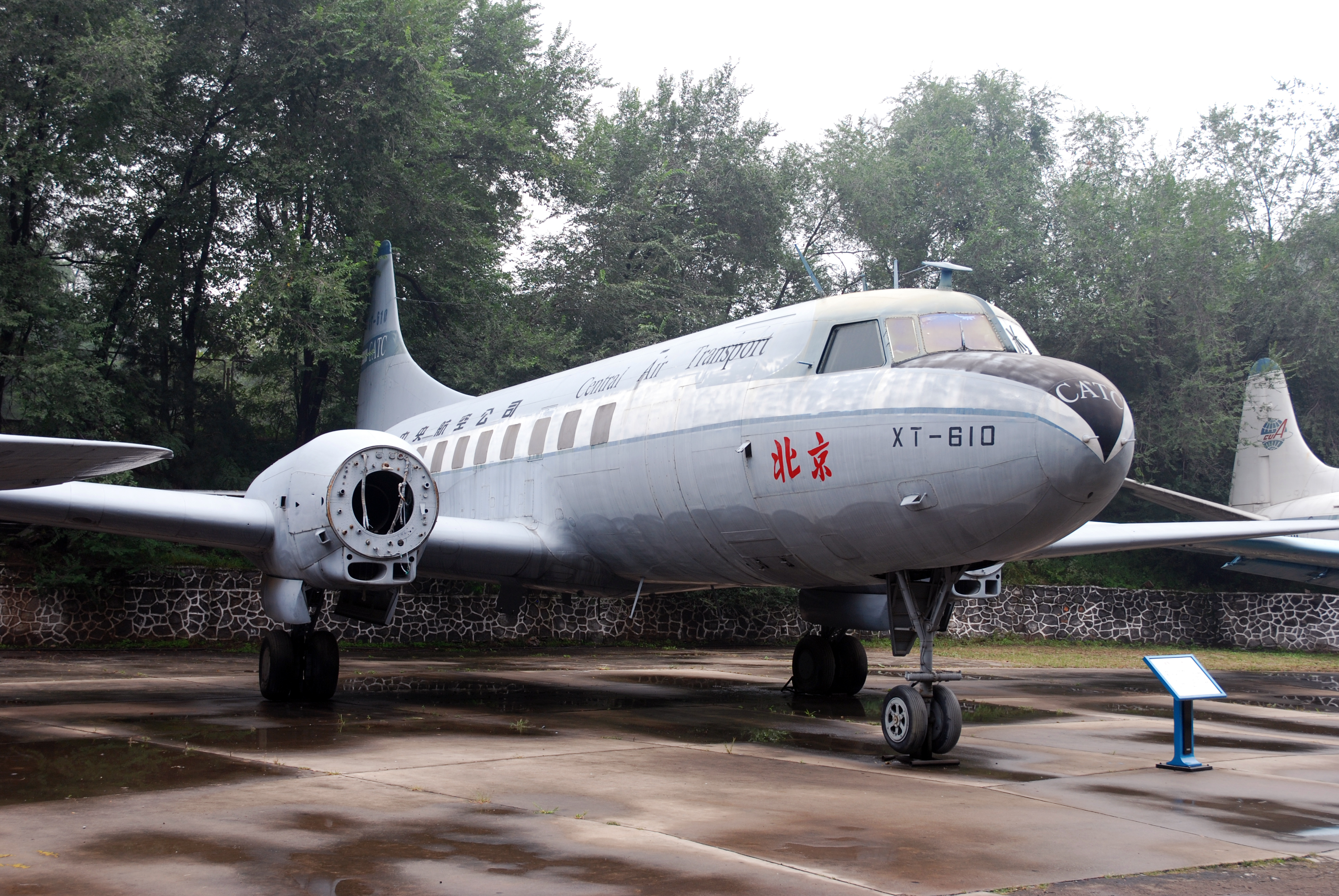
兩航事件中飞往中国大陆的康維爾240客機，现于中国航空博物馆展出

1949年11月9日的兩航事件中，一架中央航空公司的CV-240型XT-610号飞机由机长潘国定驾驶从香港启德机场起飞投共。周恩来批复同意XT-610号飞机命名为“北京”号。1950年7月29日下午15时军委民航局在北京西苑机场（西郊机场）举行命名仪式。1950年8月1日，由机长潘国定、副驾驶闵传麟、空勤报务员卞模然、地面机械员谢国盛和许道全组成的机组，开航天津-汉口-广州航线。1956年1月，飞机编号改为401号。1956年5月25日至29日，“北京”号由机长潘国定驾驶试航北京至重庆至成都广汉机场至玉树机场至拉萨当雄机场航线，并试航拉萨当雄机场—印度巴格多拉多机场取得圆满成功。由于起义北飞时带来的航材逐渐消耗完，1958年12月中国民航局决定“北京”号飞机退役。这架飞机现存中国航空博物馆。

## 规格 (CV-240)
参考资料：General Dynamics Aircraft and their Predecessors
基本信息
- 机组：2 或 3 名驾驶舱船员
- 容量：40
- 長度：74英尺8英寸（22.76）
- 翼展：91英尺9英寸（27.97）
- 高度：26英尺11英寸（8.20）
- 机翼面积：817平方英尺（75.9平方）
- 空重：25,445英磅（11,542）(revised 29,500磅（13,381）)
- 总重：40,500英磅（18,370）(revised 42,500磅（19,278）)
- 燃料容量：1,000 US gal（3,785.41 l） - 1,550 US gal（5,867.39 l）
- 发动机：2台普惠R-2800-34W 双黄蜂发动机 / CA15 / CA18 / CB3 或 CB1618缸风冷径向发动机，每台2,400匹馬力（1,800千瓦特）
- 螺旋桨：3桨叶Hamilton Standard 或 柯蒂斯

性能
- 最大速度：315英里每小時（507每小時；274節）
- 巡航速度：280英里每小時（451每小時；243節）(maximum)
- 航程：1,200英里（1,043海里；1,931）
- 升限：16,000英尺（4,900）
- 爬升率：1,520英尺每分鐘（7.7每秒）

### 书目
- Frawley, Gerald. "Convair CV-540, 580, 600, 640 & CV5800". The International Directory of Civil Aircraft 1997/98. Fyshwick ACT, Aerospace Publications, 199, p. 86 ISBN 1-875671-26-9.
- Gradidge, Jennifer. The Convairliners Story. Tonbridge, Kent, UK: Air-Britain (Historians) Ltd., First edition, 1997, pp. 10–13. ISBN 0-85130-243-2.
- Hagby, Kay . Fra Nielsen & Winther til Boeing 747. （页面存档备份，存于）  Drammen, Norway. Hagby, 1998.  ISBN 82-994752-0-1.
- Siegrist, Martin. "Bolivian Air Power — Seventy Years On". Air International, Vol. 33, No. 4, October 1987. pp. 170–176, 194. ISSN 0306-5634.
- Wegg, John. General Dynamics Aircraft and their Predecessors. London: Putnam & Company Ltd., 1990, pp. 187–199 ISBN 0-87021-233-8.
- "World Airline Directory" （页面存档备份，存于）. Flight, April 8, 1960, Vol. 77, No. 2665. pp. 484–516. ISSN 0015-3710.